# Hellevoetsluis
Hellevoetsluis (anhörenⓘ) ist ein Ort und ehemalige Gemeinde auf Voorne-Putten in der niederländischen Provinz Zuid-Holland. Zum 1. Januar 2023 wurde die Gemeinde Hellevoetsluis aufgelöst und bildet seither mit Brielle und Westvoorne die neue Gemeinde Voorne aan Zee.

## Geschichte

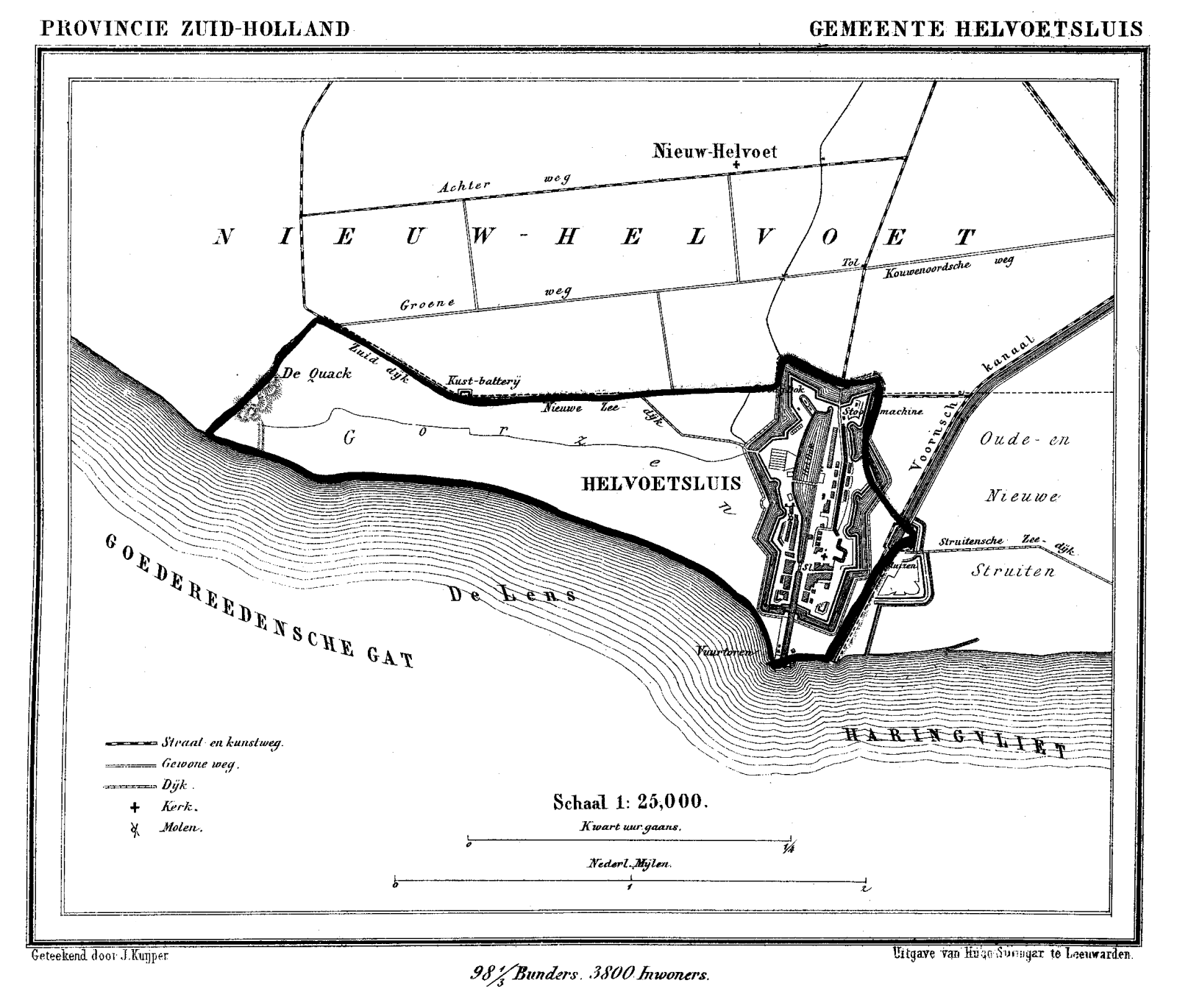
Der Festungshafen Hellevoetsluis

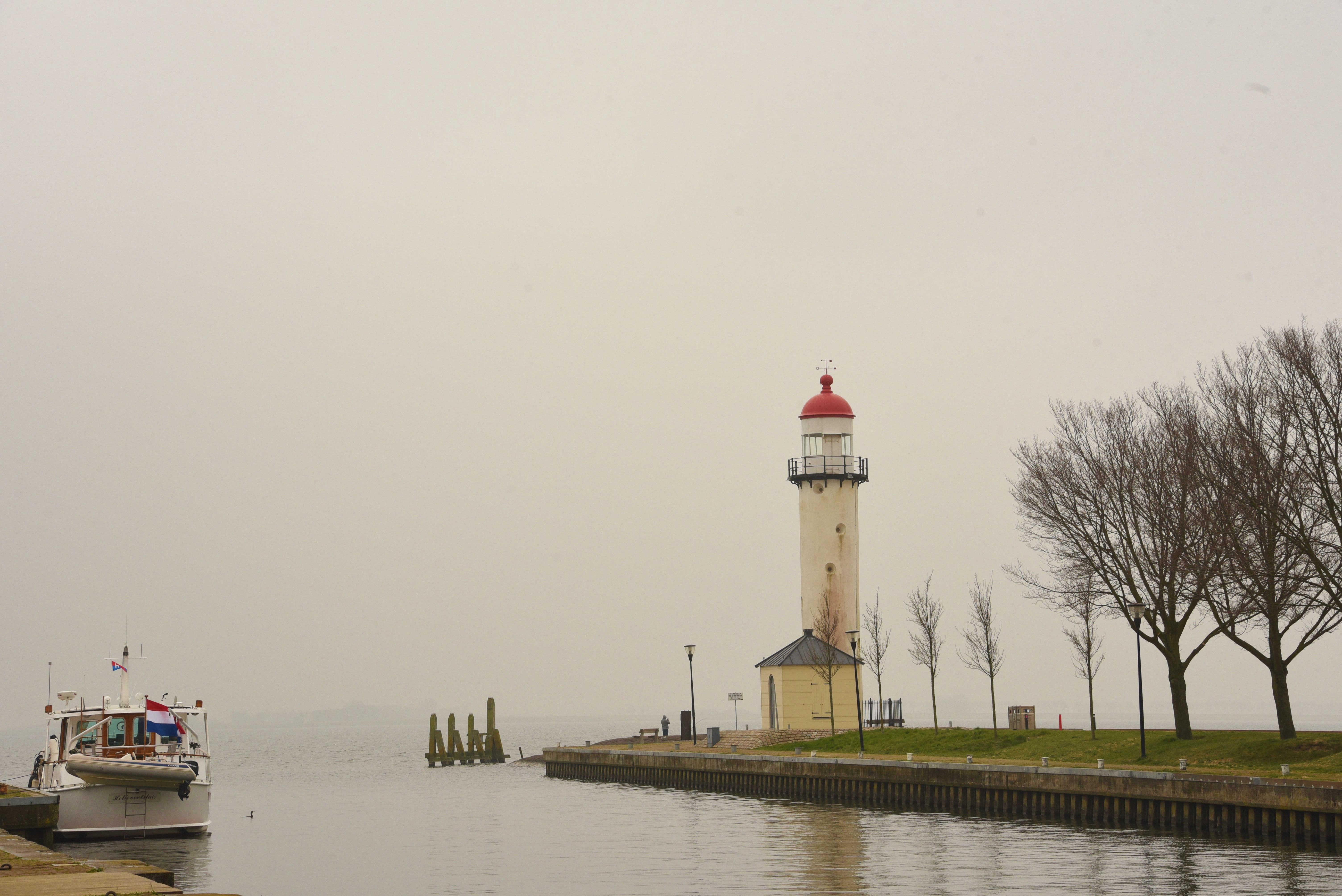
Leuchtturm

Die Durchfahrt zwischen Hellevoetsluis und der einstigen Insel Goeree war jahrhundertelang eines der vier wichtigsten Seegatte der Niederlande, das heißt der Zufahrten vom Meer zu den Haupthäfen und in die binnenländischen Gewässer (die drei anderen waren die Maas-Mündung, das Marsdiep zwischen Texel und Den Helder sowie die Vlie).
Um den Kriegs- und Handelshafen zu verstärken, wurde zum Beginn des 17. Jahrhunderts die Wehranlage von Hellevoetsluis errichtet für die Admiralität von Rotterdam. Die kleine Stadt war zur damaligen Zeit der größte Kriegshafen der Republik der Sieben Vereinigten Niederlande und behielt eine wichtige Position als Hafenstadt bis ins 19. Jahrhundert. Anschließend begann der Verfall, der in den 1930er Jahren noch zunahm, da der Marinehafen aufgegeben wurde. (Die Marine zog nach Den Helder um.) Nach den Verwüstungen durch den Zweiten Weltkrieg begann schnell der Wiederaufbau. Seitdem ist die Stadt wieder zügig gewachsen. In Hellevoetsluis wohnen viele Menschen, die in Rotterdam oder im Europoort arbeiten.

## Jahresfest
Festungstage im August

## Ortsteile
Hellevoetsluis, Nieuwenhoorn und Nieuw-Helvoet

## Politik

### Sitzverteilung im Gemeinderat
In Hellevoetsluis wurde der Gemeinderat wie folgt gebildet:
| Partei                        | Sitze | Sitze | Sitze | Sitze | Sitze | Sitze | Sitze | Sitze | Sitze | Sitze |
| Partei                        | 1982  | 1986  | 1990  | 1994  | 1998  | 2002  | 2006  | 2010  | 2014  | 2018  |
| ----------------------------- | ----- | ----- | ----- | ----- | ----- | ----- | ----- | ----- | ----- | ----- |
| Inwonersbelang Hellevoetsluis | 2     | 2     | 2     | 4     | 5     | 8     | 7     | 8     | 11    | 12    |
| VVD                           | 6     | 6     | 5     | 7     | 8     | 7     | 6     | 7     | 5     | 6     |
| CDA                           | 3     | 3     | 3     | 2     | 2     | 2     | 2     | 2     | 2     | 3     |
| GroenLinks                    | –     | –     | 3     | 4     | 3     | 3     | 3     | 2     | 2     | 2     |
| PvdA                          | 8     | 10    | 6     | 4     | 6     | 4     | 8     | 3     | 3     | 1     |
| D66                           | 1     | 1     | 4     | 4     | 1     | 1     | 0     | 1     | 2     | 1     |
| Lijst van Balen               | –     | –     | –     | –     | –     | –     | 1     | 1     | –     | –     |
| SP                            | –     | –     | –     | –     | –     | –     | –     | 1     | –     | –     |
| PSP                           | 1     | 1     | –     | –     | –     | –     | –     | –     | –     | –     |
| CPN                           | 1     | 1     | –     | –     | –     | –     | –     | –     | –     | –     |
| PPR                           | 1     | 1     | –     | –     | –     | –     | –     | –     | –     | –     |
| Reëel Alternatief ’82         | 0     | –     | –     | –     | –     | –     | –     | –     | –     | –     |
| Gesamt                        | 21    | 23    | 23    | 25    | 25    | 25    | 27    | 25    | 25    | 25    |

### Bürgermeister
Seit dem 17. September 2015 war Milène Junius (CDA) amtierende Bürgermeisterin der Gemeinde. Zu ihrem Kollegium zählten die Beigeordneten Margriet den Brok-Swakhoven (Inwonersbelang Hellevoetsluis), Aart-Jan Spoon (VVD), Hans van der Velde (CDA), Peter Schop (Inwonersbelang Hellevoetsluis) sowie der Gemeindesekretär Jan Simons.

## In der Gemeinde geboren
- Michael Rudolph Hendrik Calmeyer (1895–1990), Offizier und Politiker
- Ben van Eysselsteijn (1898–1973), Journalist und Schriftsteller
- Harke de Roos (* 1942), Dirigent, Pianist und Musikforscher
- Ronald Brouwer (* 1979), Hockeyspieler

## Sehenswürdigkeiten
- Kerk aan de Ring, gotische Kirche aus dem 15. Jahrhundert
- Buffel, ein Panzerschiff aus dem Jahr 1868